# Mentőexpedíció (film)
A Mentőexpedíció (eredeti cím: The Martian) 2015-ben bemutatott amerikai sci-fi, melyet Ridley Scott rendezett. A főszerepet Matt Damon, Jessica Chastain, Kristen Wiig, Jeff Daniels, Michael Peña, Kate Mara, Sean Bean, Sebastian Stan, Aksel Hennie és Chiwetel Ejiofor alakítja. A film Andy Weir 2011-es A marsi című regénye alapján készült. A forgatókönyvet Drew Goddard írta, amelyért a legjobb adaptált forgatókönyv jelölést kapta.
Az Amerikai Egyesült Államokban 2015. október 2-án mutatták be, Magyarországon egy nappal hamarabb szinkronizálva, október 1-én az InterCom Zrt. forgalmazásában. Világpremierje a 2015-ös Torontói Nemzetközi Filmfesztiválon volt 2015. szeptember 11-én, majd a 20th Century Fox által jelent meg az amerikai mozikban. A filmet 2D, 3D, IMAX 3D, valamint 4DX-ben mutatták be.
Általánosságban pozitív értékeléseket kapott a kritikusoktól, és világszerte több mint 614 millió dolláros bevételt gyűjtött, ami Scott tizedik legtöbb és legnagyobb bevételt hozó filmje lett, emellett több elismerésben részesült, többek között Golden Globe-díjban és hét Oscar jelölésben, köztük a legjobb film és a legjobb adaptált forgatókönyv Goddardtól. Damon alakítása számos díjat és jelölést kapott; Golden Globe-díj és Oscar-díj. A Metacritic oldalán a film értékelése 80% a 100-ból, ami 46 véleményen alapul. A Rotten Tomatoeson a Mentőexpedíció 92%-os minősítést kapott, 287 értékelés alapján. A film forgatását 2014 novemberében kezdték, ami összesen 70 napig tartott.
Egy Mark Watney nevű űrhajóst tévedésből halottnak hisznek, ami miatt magára marad a Marson. A férfi mindent megtesz az életben maradásért; élelmiszert termel, vizet állít elő, valamint masinákat szerkeszt, hogy felkészülhessen a Mentőexpedíció fogadására.

## Cselekménye
|  | Alább a cselekmény részletei következnek! |

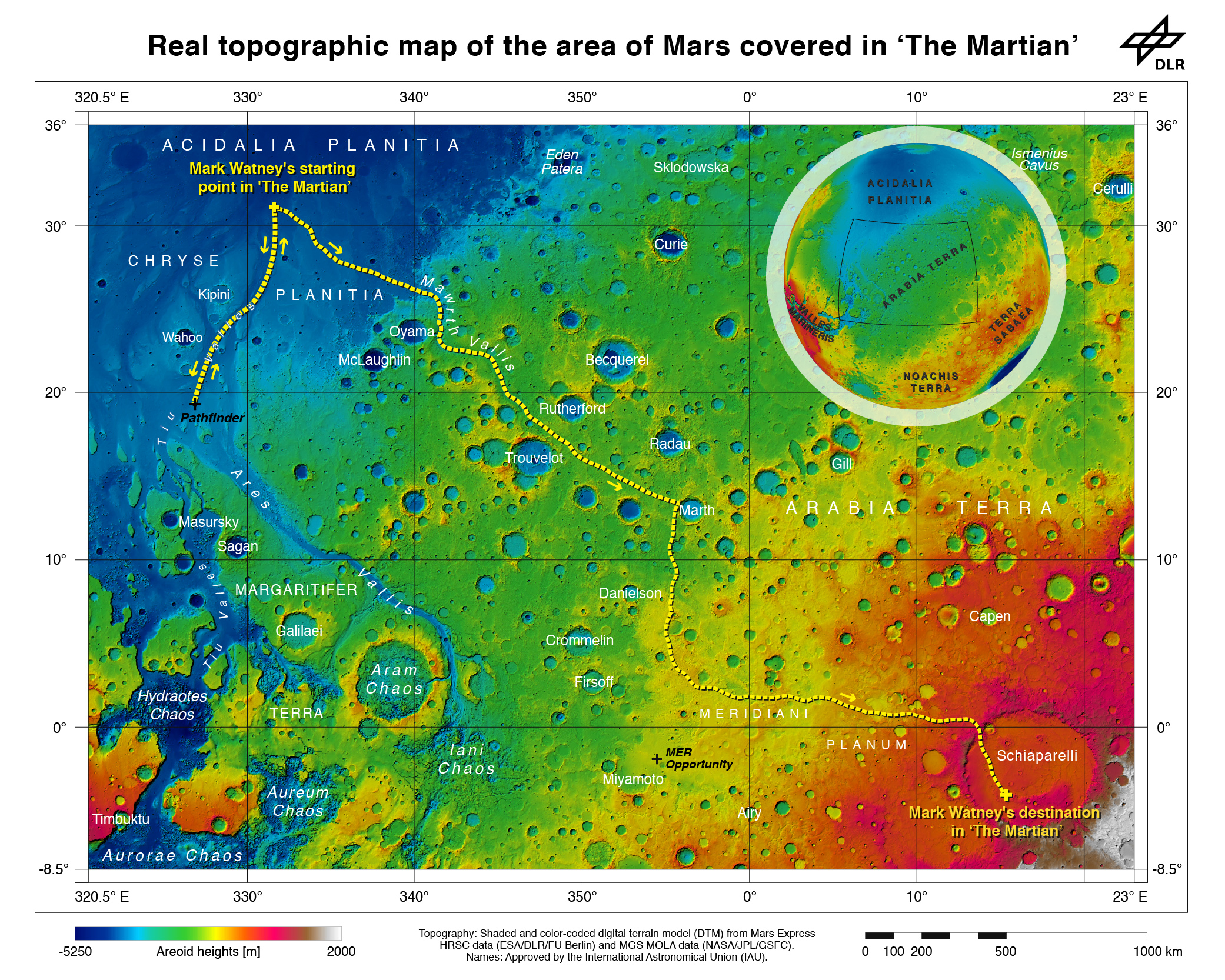
Mark Watney űrhajós által megtett út először a Pathfinderig (balra le), majd a 3200 km-es út a Marson az Acidalia Planitia-tól (bal felső sarok) a marsi felföldeken át a Schiaparelli-kráterig (jobb alsó sarok) – a képen a Mars valódi topográfiai térképe látható

2035. július 7., az Ares 3 űrhajó elindul a Földről a Mars felé. 2035. november 7., leszállás a Marson (sol 1). A történet sol 6-on kezdődik, ami 2035. november 12-nek felel meg.
Az Ares 3 személyzete az Acidalia Planitia nevű síkságon szállt le és itt geológiai mintákat gyűjtenek és felderítést végeznek sol 18-án. A sol 31-ig tervezett tartózkodást egy szokatlanul erős, 1200 km átmérőjű homokvihar félbeszakítja, a személyzet azonnal visszatér a lakrészből az időközben felszállásra előkészített  felszállóegységhez, ami a viharos szél miatt már 10 fokos dőlésszöggel rendelkezik (12,3 foknál elveszti a stabilitását és feldől). Az űrhajóhoz tartó úton egyiküket, Mark Watney űrhajóst (Matt Damon) eltalálja egy parabolaantenna és elsodorja, társai szem elől tévesztik. A rádiója nem válaszol. A telemetriai adatok nem mutatnak életjeleket és az adatok szerint az űrruhája dekompresszálódott. Ennek hiányában nagyjából 1 percet lehet túlélni a Mars felszínén. Ennek ellenére a küldetés parancsnoka, Melissa Lewis egyedül tesz egy utolsó kísérletet a felkutatására, azonban mivel a közelségi radaron sem látszik, ezért a személyzet többi tagjának érdekében azonnali felszállást rendel el, ezzel hirtelen megszakítja az eredetileg sol 31-ig tartó küldetést. Az űrhajósok átszállnak a Föld felé tartó Hermes űrhajóba.
Watney azonban nem halt meg, a vihar elmúltával magához tér, és visszatér a személyzet tartózkodására szolgáló Lak névre hallgató lakrészbe, és kirántja a hasa oldalába fúródott vékony fémrudat, ami tönkretette az életjeleit érzékelő és továbbító egységet, továbbá a sebből kivesz orvosi csipeszekkel egy kisebb fémdarabot. A sebet orvosi tűzőgéppel összekapcsolja, majd videonaplót kezd vezetni, hogy előírás szerint dokumentálva legyenek az általa észlelt események.
Hosszú távú megmentésére azt tudja elképzelni, hogy valahogyan eljut a Schiaparelli-kráterhez, ami 3200 km távolságra van, és ahova a tervek szerint négy év múlva meg fog érkezni az Ares 4 űrhajó. Ilyen időtartamú életben maradáshoz azonban nagy mennyiségű vízre, levegőre és élelmiszerre van szüksége, ami nem áll rendelkezésére.
Mivel azonban Watney egy botanikus, ezért kitalálja, hogy krumplit fog termeszteni, amit társai (és a saját) vákuumcsomagolt ürülékével fog trágyázni a lakrészbe hordott marsi talajban. Vizet a rendelkezésére álló rakéta-hajtóanyagból hidrogén kivonásával, majd annak lassú elégetésével állít elő. Kis mennyiségű burgonya található az élelmiszerek között, amit elültet, majd később szaporít.
Vincent Kapoor, a küldetés igazgatója műholdidőt próbál kérni Teddy Sanders NASA-igazgatótól, aki attól fél, hogy a sajtó tele lesz egy halott űrhajós képével és ez rossz reklám lenne. Kapoor azonban pont ellenkezőleg fogja meg a dolgot: a dolog még friss, hírértéke van, ezért meg lehet győzni az Amerikai Kongresszust, hogy adjanak pénzt a majdani Ares 6 küldetésre, ami hazahozná Watney holttestét. Kapoor megkapja az engedélyt, hogy a Mars körül keringő 12 db NASA műholdból párat felhasználjon, így haladéktalanul átküldi a lakrész koordinátáit (marsi szélesség: 46° 42’, marsi hosszúság: -22°) egyik beosztottjának, Mindy Parknak, hogy vizsgálja meg a környéket.
Watney módosítja a marsi közlekedésre szolgáló járművet, plusz napelemekkel és akkumulátorokkal látja el, hogy hosszabb utakat is megtehessen vele. A jármű fűtéséhez túl sok energia szükséges, ezért elhatározza, hogy a biztonsági okokból homokba ásott, sugárzó plutóniumot tartalmazó RTG-vel fogja a járművet fűteni.
A Földön elkönyvelték Watney halálát. Mindy Park, akinek a marsi műholdak felvételeinek figyelése a munkája, meglepődik, amikor a Lak környezetében tárgyak elmozdulását veszi észre sol 18 és sol 54 felvételei között. Azonnal értesíti Vincent Kapoort, a küldetés felelős igazgatóját a felfedezéséről, miszerint Mark Watney űrhajós életben van.
A médiakapcsolatokért felelős igazgató, Annie Montrose álláspontjával ellenkezve Teddy Sanders úgy dönt, nem közlik az Ares 3 legénységével, hogy Mark Watney életben van, hogy az űrhajósok a Föld felé tartó 10 hónapos útjuk során a hazautazásra tudjanak koncentrálni.
Mark következő útja során felkutatja és megtalálja az 1997 óta működésképtelen és marsi homokba temetett Mars Pathfindert. Ezzel kapcsolatba lép a JPL-lel, akiknek fényképet küld azzal a kérdéssel, hogy „veszitek ezt az adást?”. A JPL a kamera mozgatásával az „igen” táblára mutat. A két bolygó közötti aktuális távolság miatt a jel 32 perc alatt ér a Földre, illetve vissza. Mivel ez túl lassú információközlés, Mark kitalálja, hogy hexadecimális ASCII-kódokkal fog információt küldeni. A NASA tanácsai alapján Watney húsz utasítással módosítja a rover szoftverét, hogy az kapcsolódhasson a Pathfinder-hez, és Mark azon keresztül szöveges üzeneteket tudjon küldeni a Földre, illetve a válaszokat fogadni tudja.
Watney dühös lesz, amikor megtudja, hogy életben maradását nem közölték a társaival, a Hermes legénységének tagjaival. Henderson egy videoüzenetben közli a Hermes legénységével a hírt, hogy Mark Watney életben van és egészséges. Leginkább Lewis parancsnok hibáztatja magát azért, mert otthagyta Markot.
Sanders szándéka az, hogy egy év múlva, a Hohmann indítási ablak idején utánpótlást küldenek Mark részére.
Henderson, és a JPL igazgatója, Bruce Ng egy tervet dolgoznak ki egy utánpótlás küldésére a Marsra. A Lak burkolata sérülést szenved (egyes légzsilip körüli ponyva elfáradása miatt), és a levegő robbanásszerűen elszökik, aminek következtében a burgonya-ültetvény elfagy. Mark űrruhájának sisakján repedés keletkezik, amit ragasztószalaggal tapaszt be.
Sanders arra utasítja a csapatot, hogy (időspórolás céljából) a szokásos biztonsági minőség-ellenőrzést hagyják ki. Az új Iris  teherűrhajó a Cape Canaveralról való felbocsátás után letér a pályájáról és felrobban.
A Kínai Űrügynökség felajánlja a Taijang Sen nevű titkos teherszállító űrhajóját utánpótlás szállítás céljára a Hermes-hez (ami nélkül az öt űrhajós sem maradhatna életben).
A JPL egyik asztrodinamikai tudósa, Rich Purnell, aki az orbitális pályák specialistája, rájön, hogy létezik egy gyorsabb megoldás Watney megmentésére, ha a Föld felé tartó Hermes nem száll le a Földön, hanem egy gravitációs hintamanőver után visszatérési pályára áll a Mars felé (számításai helyességét a NASA Pleiades nevű szuperszámítógépével is ellenőrzi). Javaslatát Sanders nem fogadja el. Henderson képnek álcázott üzenetben felküldi a Hermes számára a pályamódosítás tervét. A legénység szavaz, és egységesen a Marshoz való visszatérés és társuk megmentése mellett döntenek, bár ez a saját űrbeli tartózkodásukat és a családjuktól való elszakadást 533 nappal meghosszabbítja. A legénység a NASA jóváhagyása nélkül dönt a terv mellett, aminek végrehajtásához a Hermes operációs rendszerét és a védelmi szoftvereket is (felhatalmazás nélkül) módosítaniuk kell. Később azonban a NASA úgy tesz, mintha ők találták volna ki (a kivitelezést amúgy sem tudják megakadályozni). Sanders cserébe Henderson lemondását kéri, ha a küldetésnek vége.
Hét hónappal később, a 461. solon a lesoványodott Watney leállítja a Lak számítógépét és elindul a Schiaparelli-kráterhez. Azt az utasítást kapja, hogy az Ares 4 számára odakészített felszállóegységről a kellően magas röppálya elérése érdekében szereljen le minden „nélkülözhető” dolgot (pl. üléseket a többi űrhajós számára, az űrhajó felső részét burkoló orrzsilipet, ablakokat, a kommunikációs és irányítópanelt is, összességében öt tonnát).
Watney elhelyezkedik a pilótaülésben, űrhajóját a Hermes-ről távvezérléssel irányítja Martinez (ezt korábban még nem próbálták ki). A takarólemez hiánya miatt (ezt Watney az utasítások szerint egy ponyvával pótolja, ami repülés közben leválik, így a jármű orrán egy nagy nyílás tátong, ami lassítja az emelkedését) az űrhajójának sebessége és pozíciója nem a számítások szerint alakul, túlságosan távol van  a Hermes-től, és relatív sebessége túl nagy ahhoz, hogy Watneyt kézzel elkaphassák. Lewis parancsnok utasítására a manőverezésre tartalékolt üzemanyag 75%-át elhasználják fékezésre, és egy házilagosan összeállított bombával lerobbantják a Hermes orrnyílását, a kiáramló levegő szintén fékezi az űrhajót. Lewis magára vállalja a feladatot, hogy űrsétát tesz és elkapja a nagy sebességgel közeledő Watneyt. Azonban Lewist a Hermes-szel összekötő zsinór sem elég hosszú, hogy Lewis elérje Watneyt. Watney kiszúrja az űrruháját a kezénél, és a kiáramló levegőt meghajtásként használva odarepül Lewishoz, túlrepül rajta, majd a köldökzsinórt elkapva szorosan átölelik egymást.
A Földön az emberek a világ nagyvárosaiban hatalmas kivetítőkön figyelik a magányos űrhajós megmentésének végső fázisát, és üdvrivalgásban törnek ki, amikor megtudják, hogy a kockázatos akció sikerrel járt.
A Földre visszatérve pár hónap elteltével Watney megkezdi új munkáját: az űrhajósjelöltek oktatását túlélésből.
A film végén futó stáblista elején az Ares 5 felbocsátásának folyamata látható.
|  | Itt a vége a cselekmény részletezésének! |

## Szereplők
| Színész          | Szereplő                                       | Magyar hang   |
| ---------------- | ---------------------------------------------- | ------------- |
| Matt Damon       | Mark Watney                                    | Stohl András  |
| Jeff Daniels     | Teddy Sanders, a NASA igazgatója               | Mihályi Győző |
| Jessica Chastain | Melissa Lewis, a Hermes űrhajó parancsnoka     | Kiss Eszter   |
| Sean Bean        | Mitch Henderson, a repülésirányítás igazgatója | Kőszegi Ákos  |
| Kate Mara        | Beth Johanssen                                 | Sallai Nóra   |
| Sebastian Stan   | Chris Beck                                     | Hamvas Dániel |
| Michael Peña     | Rick Martinez, a Hermes pilótája               | Csőre Gábor   |
| Kristen Wiig     | Annie Montrose                                 | Balsai Móni   |
| Aksel Hennie     | Axel Vogel                                     | Zámbori Soma  |

További magyar hangok: Kálid Artúr, Háda János, Trokán Nóra, Jéger Zsombor, Szatory Dávid, Varga Rókus, Bartók László, Bor László, Bordás János, Czifra Krisztina, Csépai Eszter, Fehér Péter, Czirják Csilla, Gyurin Zsolt, Király Adrián, Kis-Kovács Luca, Linka Péter, Horváth-Töreki Gergely, Lipcsey Bori, Péter Richárd, Renácz Zoltán, Sörös Miklós, Törtei Tünde, Varga Lili, Szűcs Péter Pál

## Díjak és jelölések
Golden Globe-díj (2016)
- díj: Legjobb színész – zenés film és vígjáték kategória: Matt Damon
- díj: Legjobb film – zenés film és vígjáték kategória
- jelölés: legjobb rendező – Ridley Scott

BAFTA-díj (2016)
- jelölés: legjobb rendező – Ridley Scott
- jelölés: legjobb látványtervezés
- jelölés: legjobb vizuális effektusok
- jelölés: legjobb hang
- jelölés: legjobb vágás – Pietro Scalia
- jelölés: legjobb férfi alakítás jelölés: Matt Damon

Oscar-díj (2016)
- jelölés: legjobb film jelölés
- jelölés: legjobb adaptált forgatókönyv jelölés: Drew Goddard
- jelölés: legjobb látványtervezés jelölés
- jelölés: legjobb vizuális effektusok jelölés
- jelölés: legjobb férfi alakítás jelölés: Matt Damon
- jelölés: legjobb hangvágás jelölés
- jelölés: legjobb hangkeverés jelölés

## Eltérések a regényhez képest
- A visszaút során a jármű nem borul fel és nincs újabb homokvihar, amit meg kell kerülni.
- A kommunikációra szolgáló eszköz nem megy tönkre.

## Forgatási helyszínek

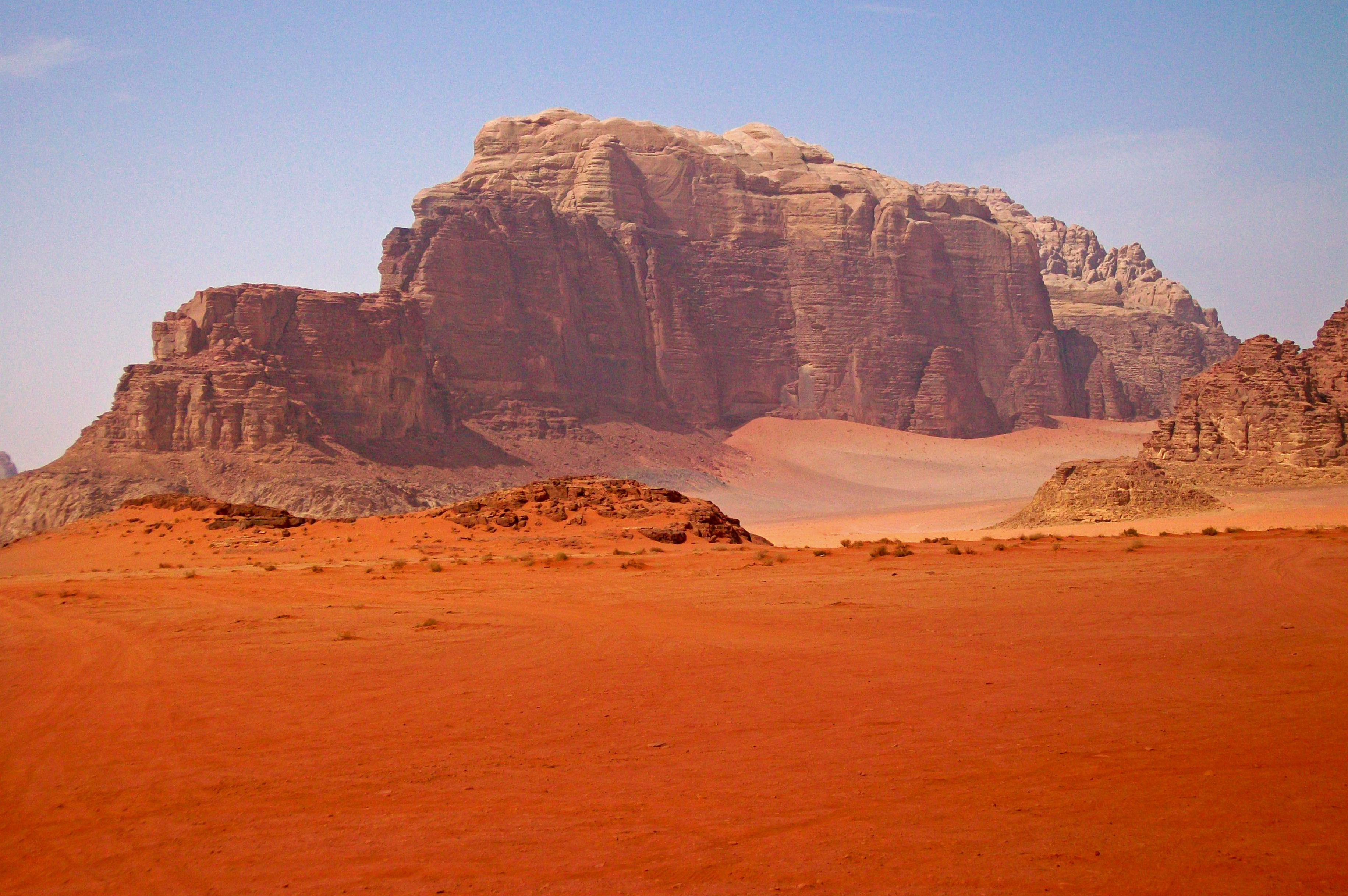
Jordánia, Wadi Rum

- Az amerikai Death Valley környéke – sivatagi jelenetek
- Jordánia, Wadi Rum – sivatagi jelenetek
- Budapest – a kínai űrközpont és a NASA épületeinek felvételei

Budapest részletesen:
- Az Etyeki Korda stúdió hat emelet magasságú műtermében négyezer tonna földet szórtak szét a marsi jelenetek miatt, de ott vették fel az űrhajóban, illetve Matt Damon marsi szállásán játszódó jeleneteket is. A stúdió bejárata a filmben mint a NASA központjának kapuja jelenik meg. A NASA kapu mögött egy kivételével igazi NASA-épületek láthatók, a kivétel a Bálna.
- A Bálnában játszódnak a NASA belső irodáinak jelenetei.
- A NASA vezérlőtermét (Control Room) a Bálna 1100 négyzetméteres nagy rendezvénytermében építették meg: egy hatalmas, sötét szobában vélhetően magyar statiszták merednek a monitorukra, vagy figyelik az óriási képernyőket.
- Hungexpo épület – a kaliforniai Pasadenában található Jet Propulsion Laboratory, JPL (Sugárhajtási Laboratórium)
- Művészetek Palotája – Kínai Nemzeti Űrügynökség, Peking. Ezekben a külső jelenetekben a Rákóczi híd és a Zikkurat is felvillan, és a csepeli HÉV is látható.
- Margit-sziget – a történet vége felé Matt Damon egy padon üldögél
- A budaörsi városháza tanácsterme – Matt Damon az űrutazás rejtelmeibe vezeti be a fiatal kadétokat.